# Korb (Blütenstand)

Der Ausdruck Korb (lat. Calathidium, Anthodium), synonym gebraucht auch Körbchen, Kopf, Köpfchen, Blütenkopf, Blütenkorb, Blütenköpfchen, bezeichnet in der Botanik einen Blütenstand. Alle Blüten sitzen direkt an der gestauchten und tellerartig verbreiterten, teils auch in der Mitte vertieften Sprossachse, an der Basis befindet sich stets eine Hochblatthülle, das Involucrum. Vom Aufbau her ist der Korb dem Köpfchen sehr ähnlich. Man spricht allerdings praktisch nur bei der Familie der Korbblütler von einem Korb, sonst immer von einem Köpfchen. Diese Unterscheidung ist vor allem auf den Bau der Einzelblüten zurückzuführen: Sie sind entweder als Röhrenblüten oder Zungenblüten ausgebildet und so nur bei den Korbblütengewächsen zu finden. Die Röhrenblüten im Korb sind bei manchen Arten in hexagonaler Kreispackung angeordnet.
Der Korb sieht insgesamt wie eine einzige Blüte aus und gilt daher als ein Pseudanthium (griechisch: falsche Blüte). Bei krugförmig vertieftem Korb spricht man auch von einem Blütenkrug.

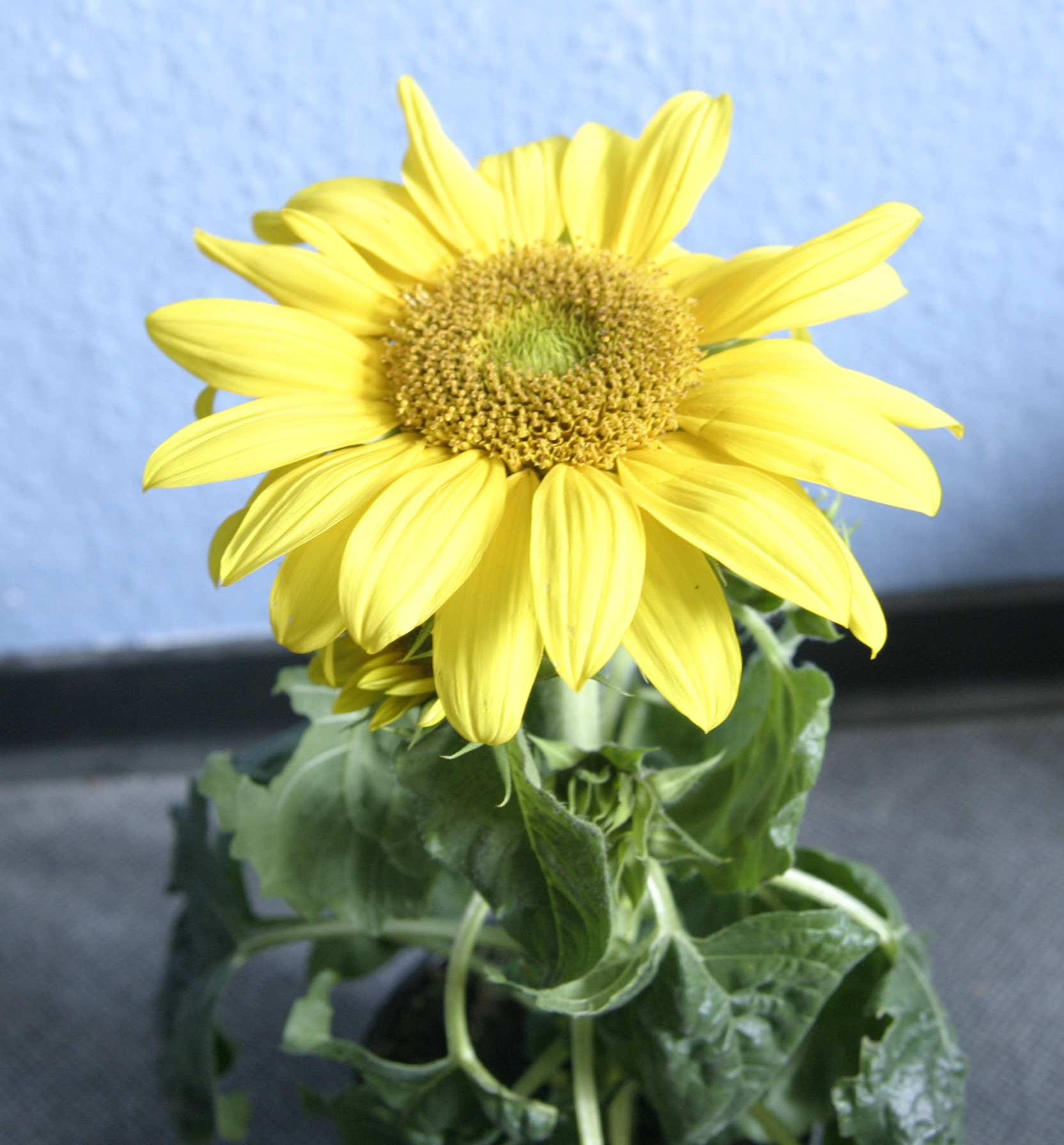
Sonnenblume mit ausgeprägt tellerförmigem Korb
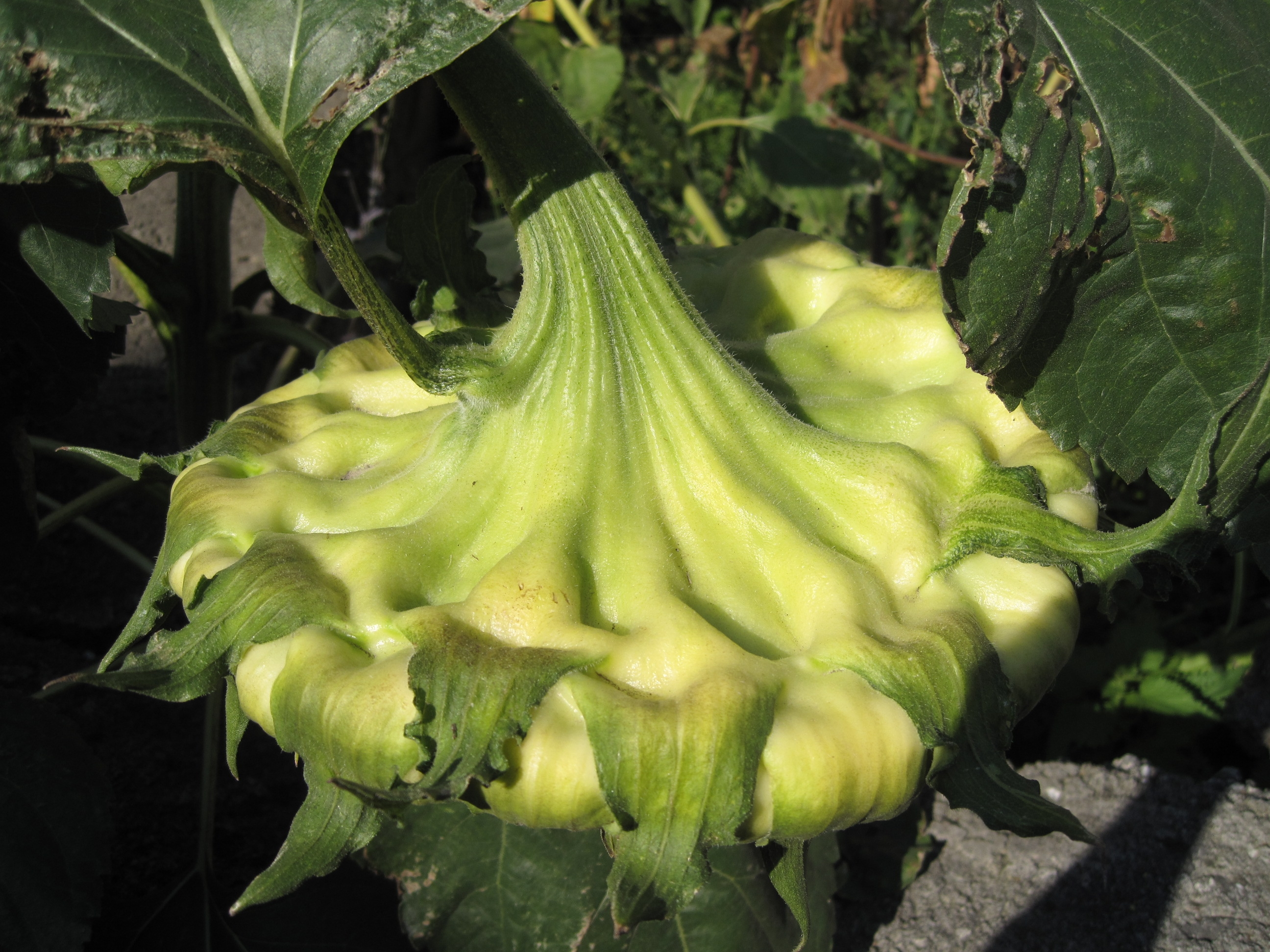
Unterseite eines tellerförmig ausgeprägten Korbes (Sonnenblume)
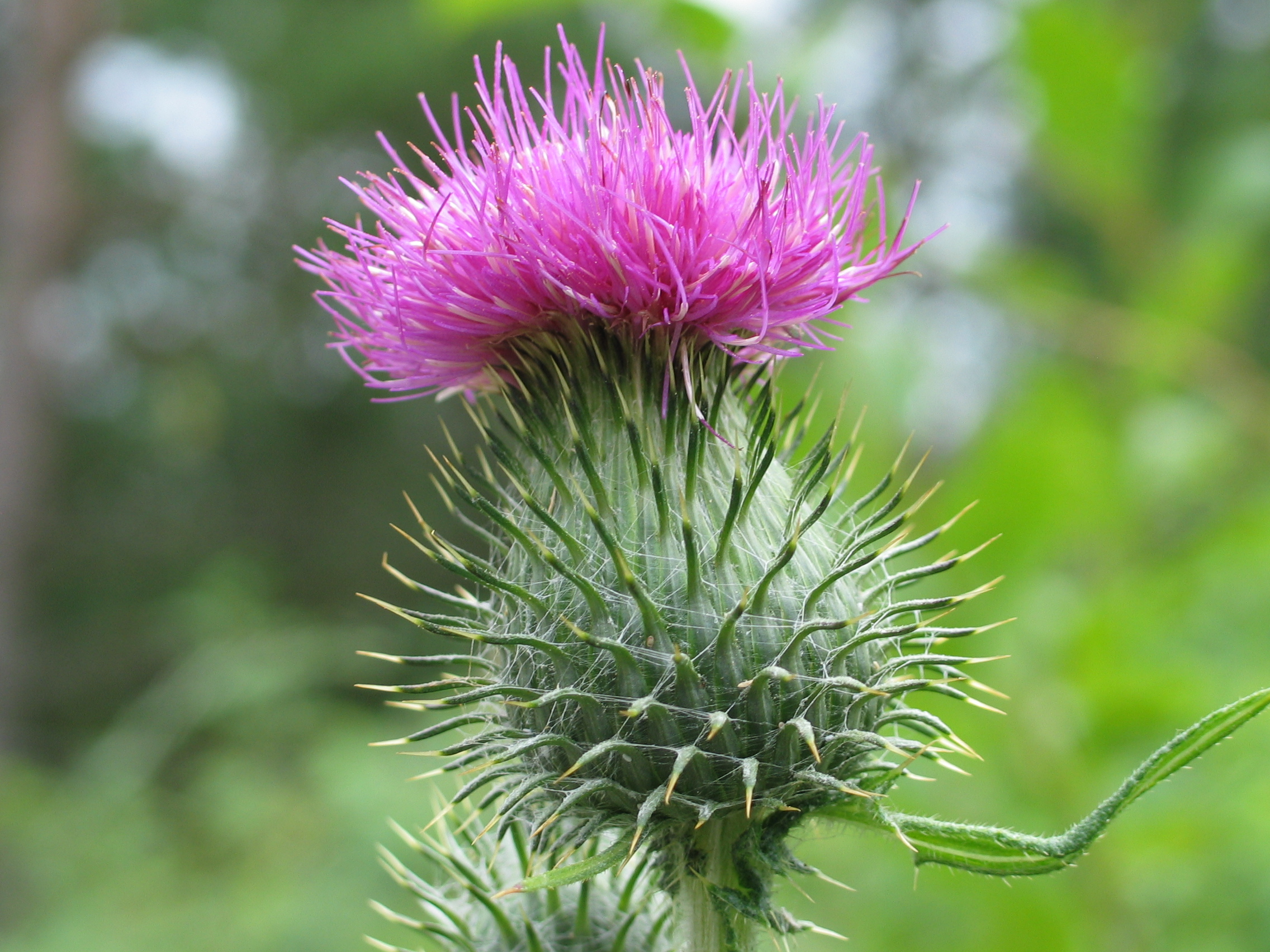
Eine gewöhnliche Kratzdistel mit krugförmig vertieftem Korb
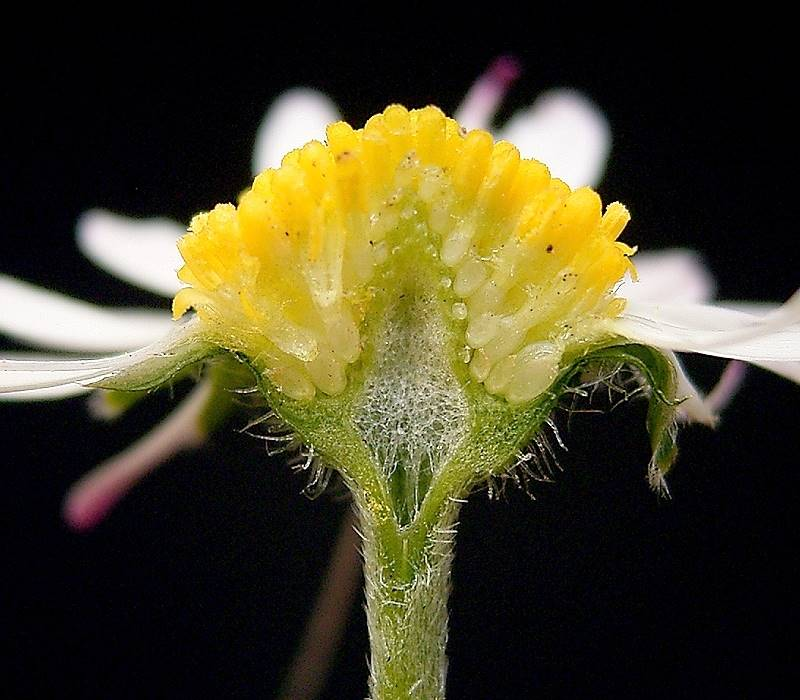
Ein Gänseblümchen, außen die Zungen-, innen die Röhrenblüten
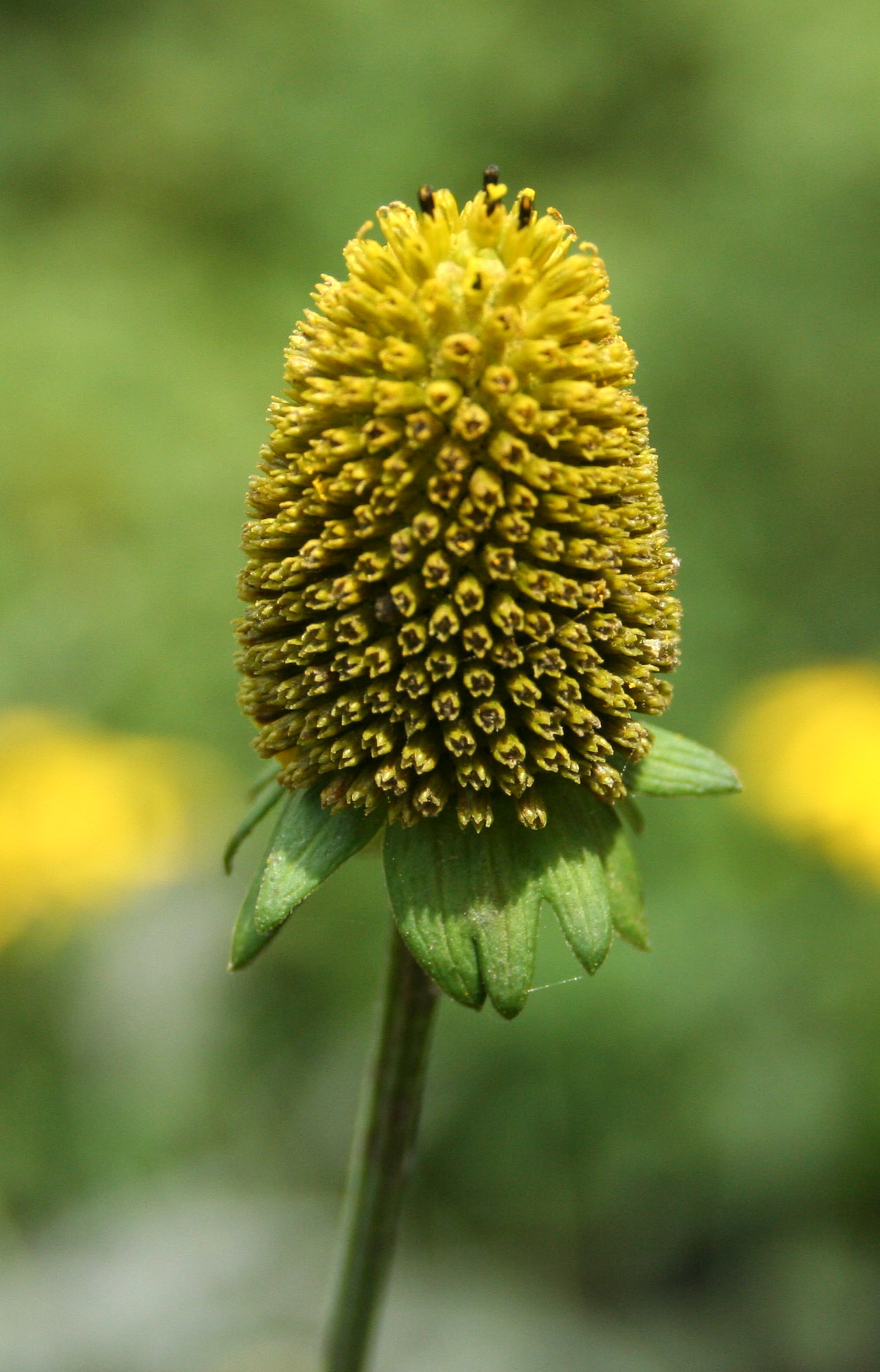
Ein Schlitzblättriger Sonnenhut mit fast kugel- bis kegelförmigem Korb

## Doppelkorb

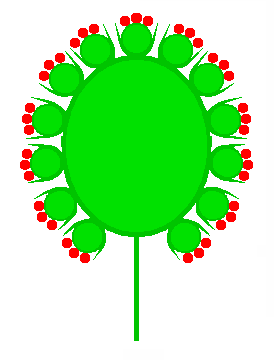

Ersetzt man die Blüten eines Korbs durch weitere kleinere Körbchen als Teilblütenstände, so erhält man ein spezielles Dibotryum, den Doppelkorb. Als bestes Beispiel gelten hier die Kugeldisteln. Die Körbchen sind kugelförmig angeordnet, die Blütenanzahl ist auf je eins reduziert und besitzen ein Involucrum aus Hüllblättern.

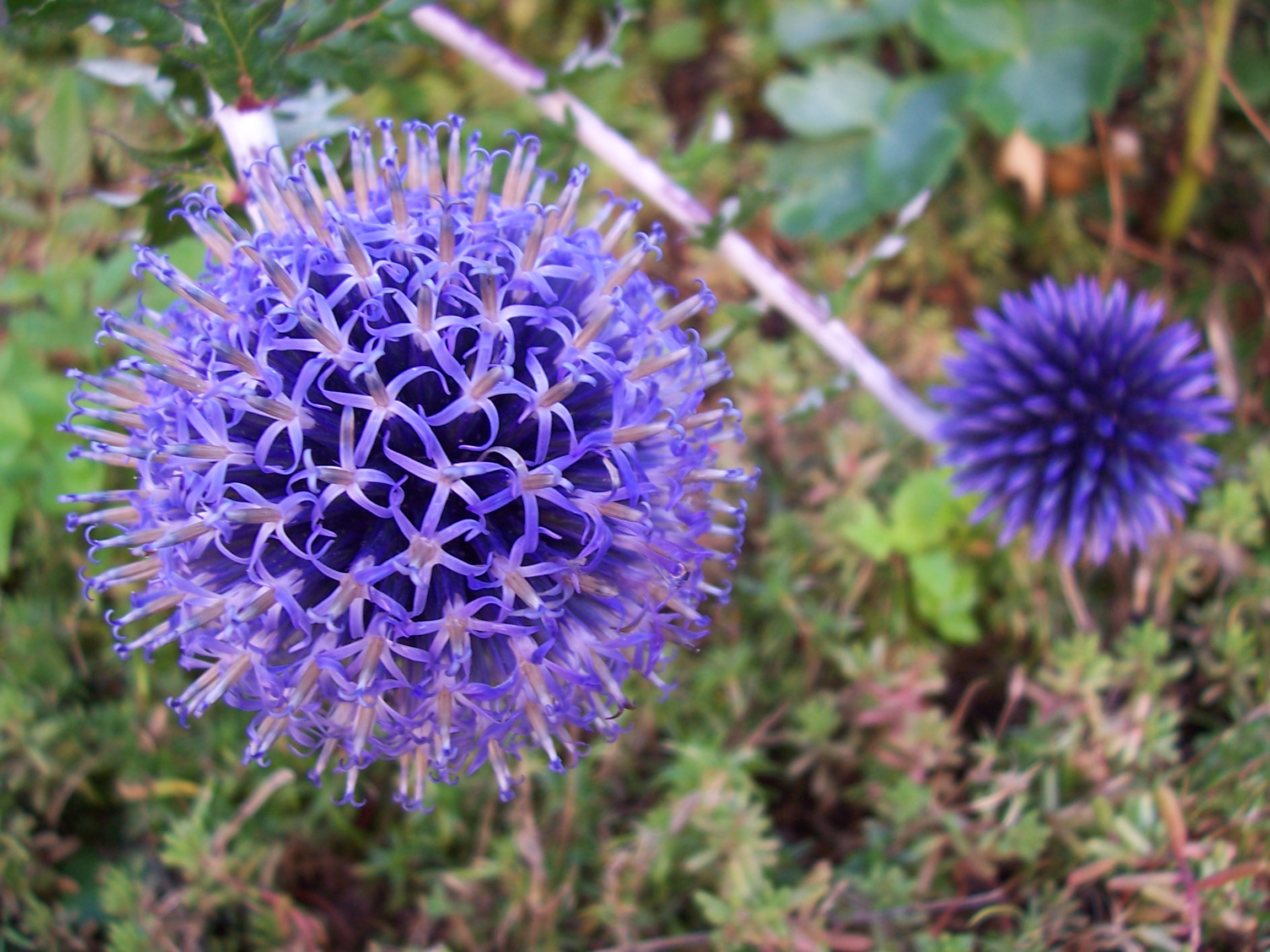
Voll aufbeblühte Kugeldistel
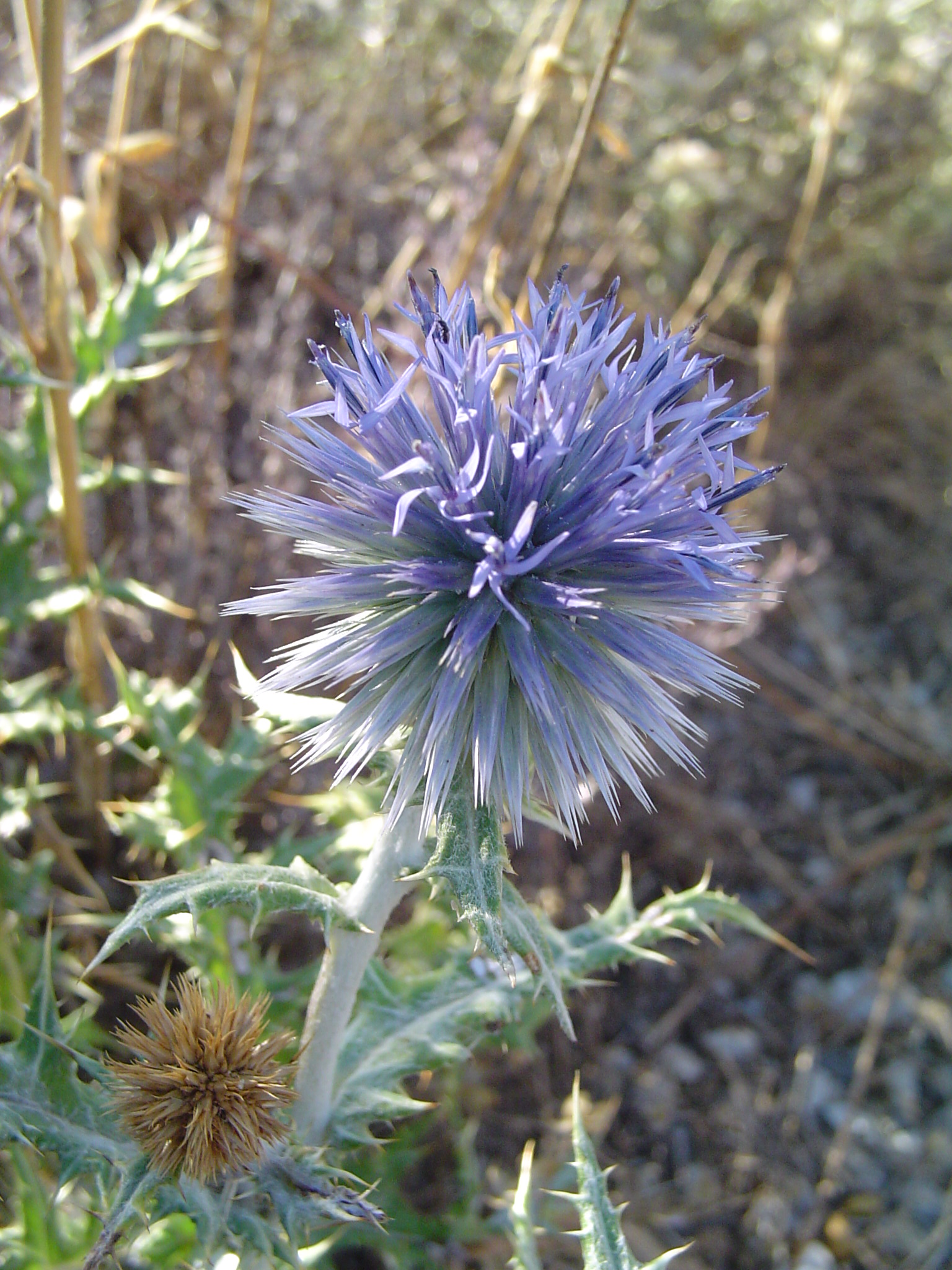
An den nicht erblühten Einzelköpfchen …
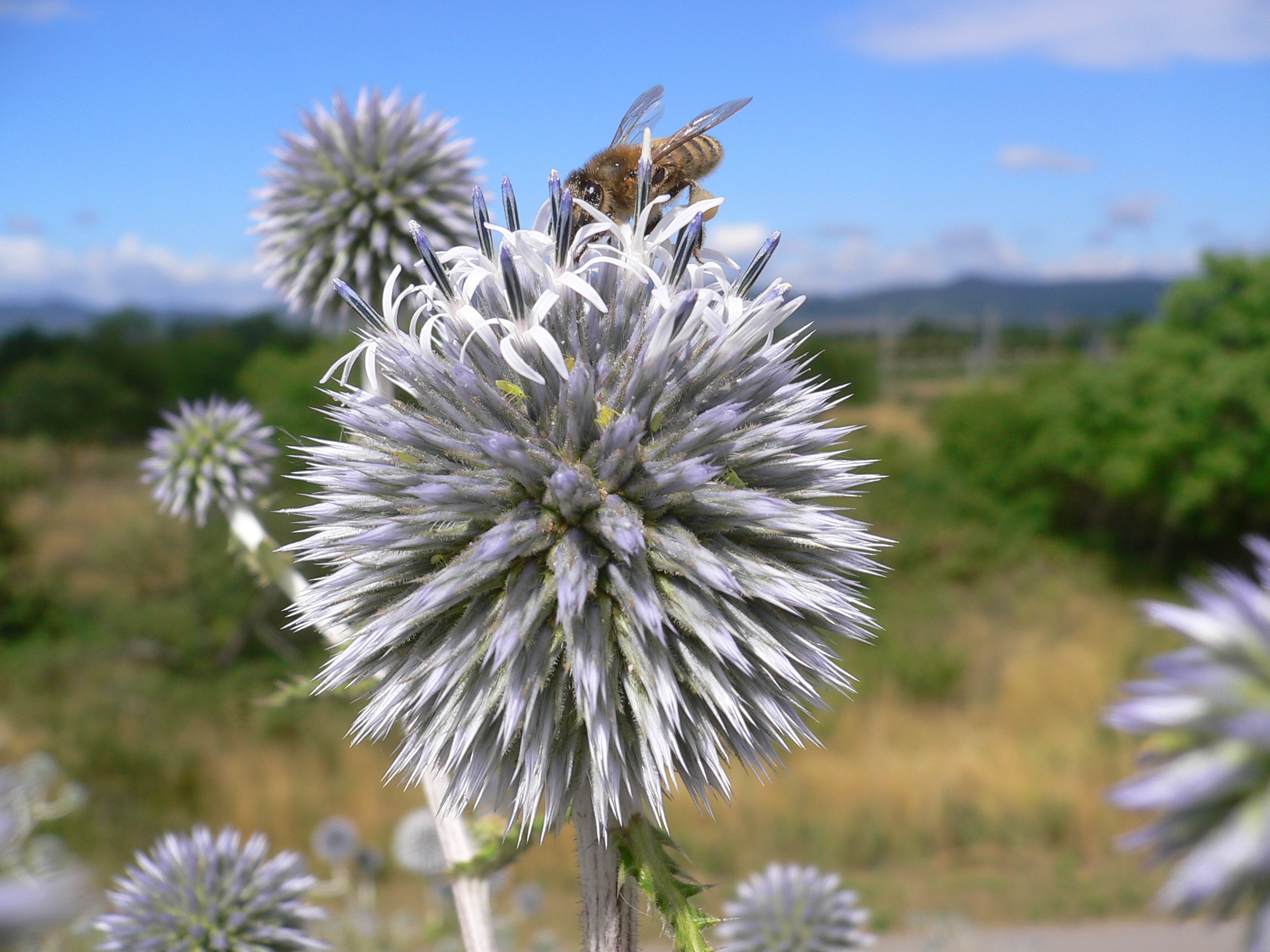
… lassen sich gut die Hüllblätter erkennen.